# Гаррієт Баккер

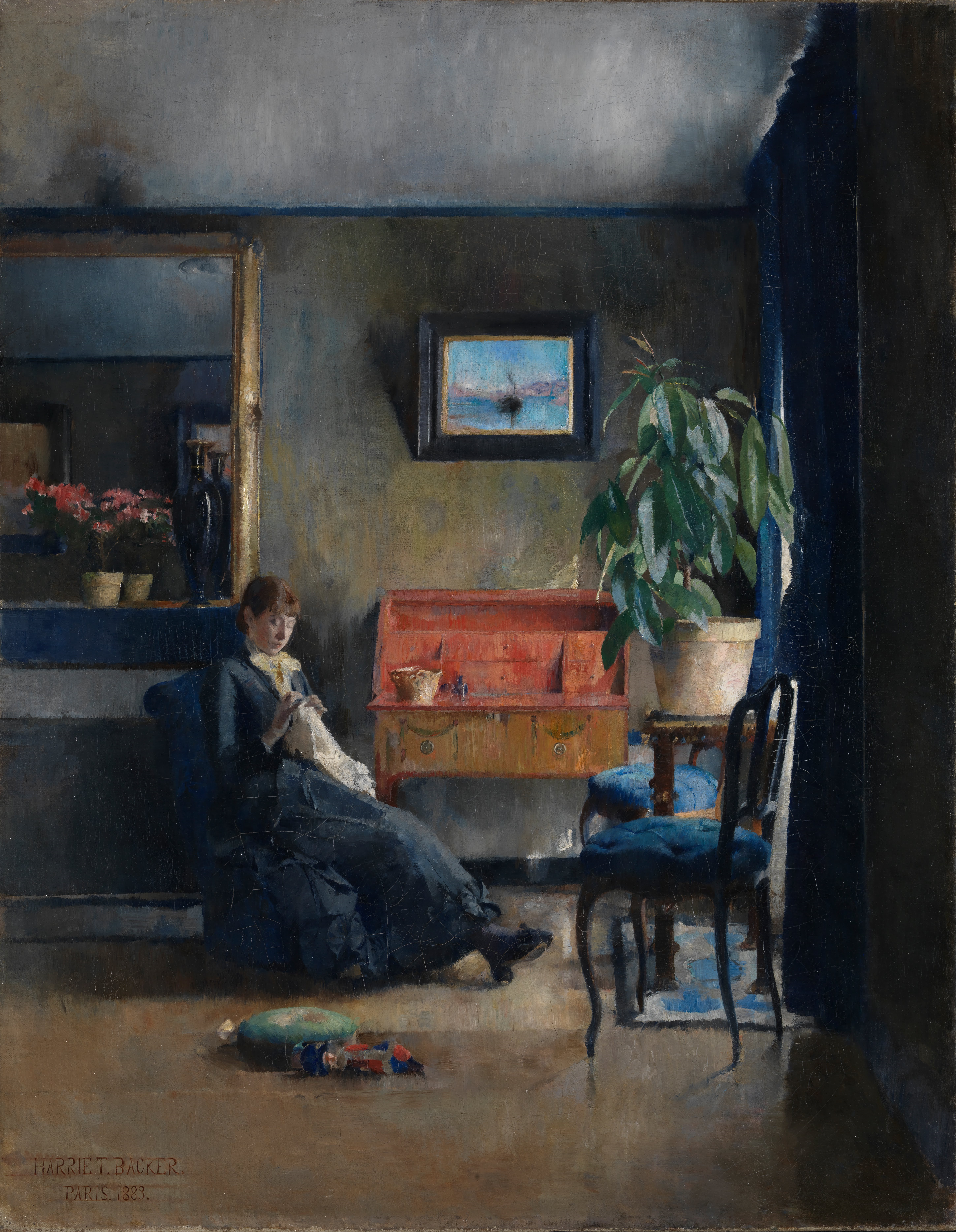
Синій інтер'єр (1883)
Національний музей

Гаррієт Баккер (норв. Harriet Backer; 21 січня 1845 — 25 березня 1932) — норвезька художниця, яка досягла визнання у свій час і була піонеркою серед художниць як у скандинавських країнах, так і в Європі загалом. Найвідоміша завдяки своїм детальним внутрішнім сценам, переданим насиченими кольорами та взаємодії світла і тіні.

## Біографія
Народилася в Голместранді у Вестфолді, Норвегія, однією з чотирьох дочок у забезпеченій родині торговця-судноплава Нілса Бекера (1815–1877) і Софі Сміт Петерсен (1819–1882) із заможної родини. Мала племінника, живописця Астрі Велхавен Гайберґ (1881–1967). Сім'я переїхала до Крістіанії (Осло) в 1856 р.
Відвідувала жіночу школу Вільгемін Автентріжт (1857–1860) та школу Гартвіґа Ніссена (1863). У 12 років вперше взяла уроки малювання та живопису, особливо у Йоахіма Кальмаєра (1857). Навчалася у художнього викладача Йогана Фредріка Еккерсберґа (1861–65), у Берліні у Альфонса Голлендера (1866–1867), у художника Крістена Бруна (1867–1868), відвідувала школу живопису Кнуда Берґслієна (1871–74). Пізніше була студенткою Ейліфа Петерсена в Мюнхені (1874–1878), а також студенткою Леона Бонна та Жана-Леона Жерома в Парижі (1878–1780). Провела літо в місті Рошфор-ан-Терре в Морбіан, займаючись живописом з Леоном Жерменом, якого називала «найбільш природною людиною, яку коли-небудь зустрічала».
Крім того, багато їздила як компаньйонка до сестри, концертної піаністки Агати Баккер Ґрендаль (1847–1907), під час її концертних турів Європою. У ході цих поїздок брала подальші уроки. З 1880 по 1888 рік вона залишалася в Парижі, де працювала у студії з колегою з Норвегії Кітті Х'єлланн. Її також пов’язували з салоном Марі Трела в Парижі.
У 1888 році Беккер назавжди переїхала до Норвегії і оселилася в Сандвіці, за межами Крістіанії. З 1889 до 1912 року керувала художньою школою і впливала на низку молодих художників, включаючи Марі Хог, Ларса Йорде та Генріка Лунда. Також давала уроки мистецтва прозаїку Корі Сендел.
Баккер створила близько 180 картин, в основному заснованих на місцевих темах. Її робота була одночасно повільною та ґрунтовною. У 1880 році вона дебютувала в Парижі картиною «Самотність», а в 1883 році виставила «Синій інтер'єр» на осінній виставці в Осло. На неї вплинув імпресіонізм. Вона ніколи не належала до жодної школи, але її роботи часто порівнюють з роботами її сучасника Ейліфа Петерсена (1852–1928). Баккер працювала в традиціях реалізму в живописі, де її розглядають як натуралістку та ранню імпресіоністку.  
Нагороджена Легатом Шефферів 1878, 1879 та 1880 років. Беккер виграла срібну медаль на Exposition Universelle (1889). Виставляла свої роботи в Палаці образотворчих мистецтв на Всесвітній колумбійській виставці 1893 року в Чикаго, штат Іллінойс. З 1907 року і до смерті в 1925-му отримувала щорічний приватний грант від заможного промисловця та мецената Олафа Фредріка Шоу (1861—1925). Удостоєна Королівської золотої медалі за заслуги (Kongens fortjenstmedalje i galeb) у 1908 році. У 1912 році стала членкинею Nordlendingenes Forening і удостоєна нагороди Петтера Дасса (Petter Dass-medaljen). У 1925 році отримала кавалера 1-го класу Ордену Святого Олафа.
Беккер померла 25 березня 1932 року, похована у містечку Вер Фрельсерс в Осло. Ада Мадссен (1917–2009) спроєктувала бронзову статую Гаррієт Баккер та її сестри Агати Баккер Ґрендаль, встановлену в 1982 році в їх рідному місті Холмстранде. Кілька найбільших музеїв та колекцій мистецтв Норвегії виставляють роботи Беккер, включаючи Національний музей в Осло, музей Бергену та колекцію Расмуса Меєрса в Бергенському музеї мистецтв у Бергені. Беккер була включена у виставку 2018 року «Жінки в Парижі 1850-1900».

## Галерея

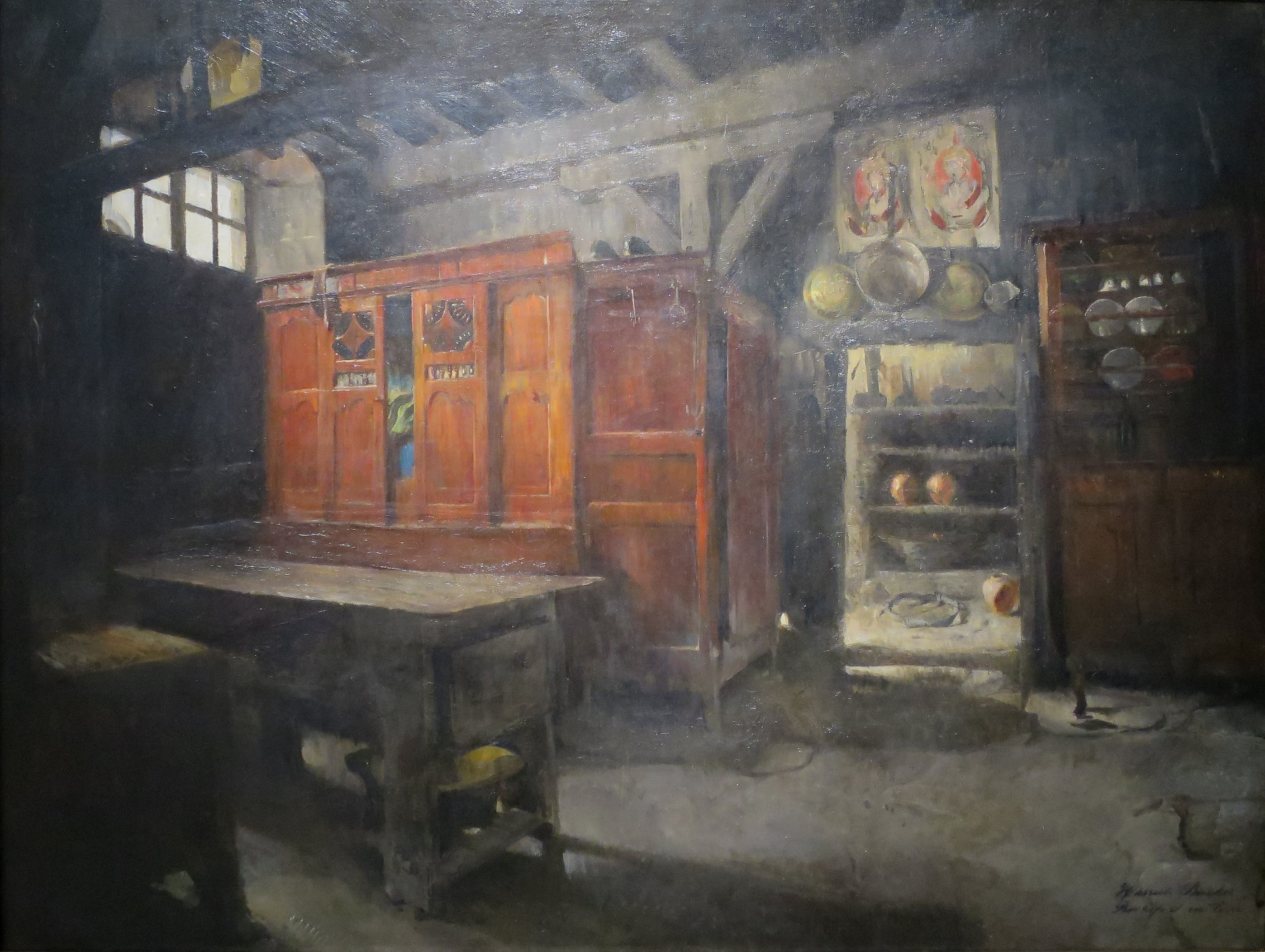
Бретонський інтер’єр (1882)
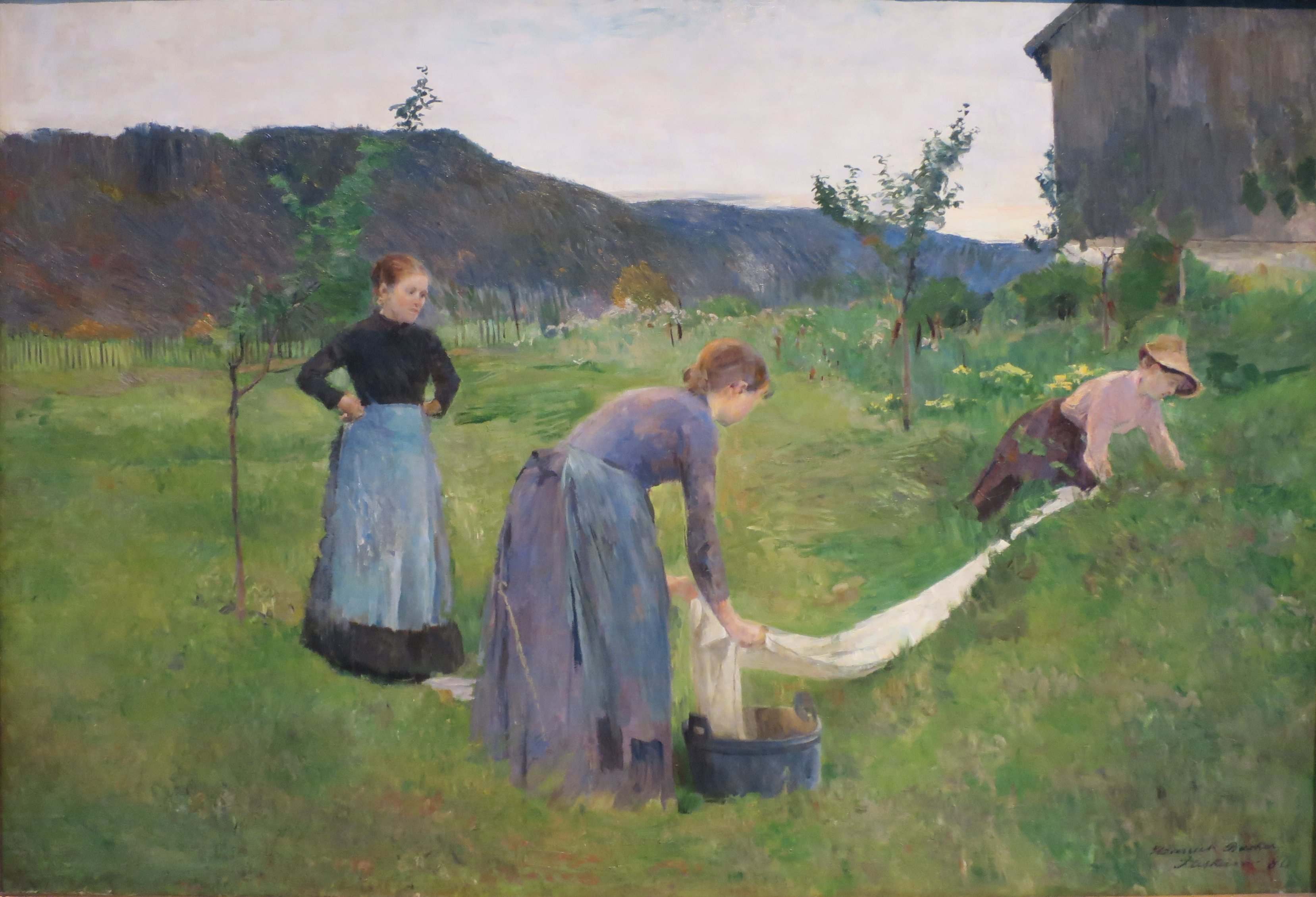
На блідій стіні (1886–87)
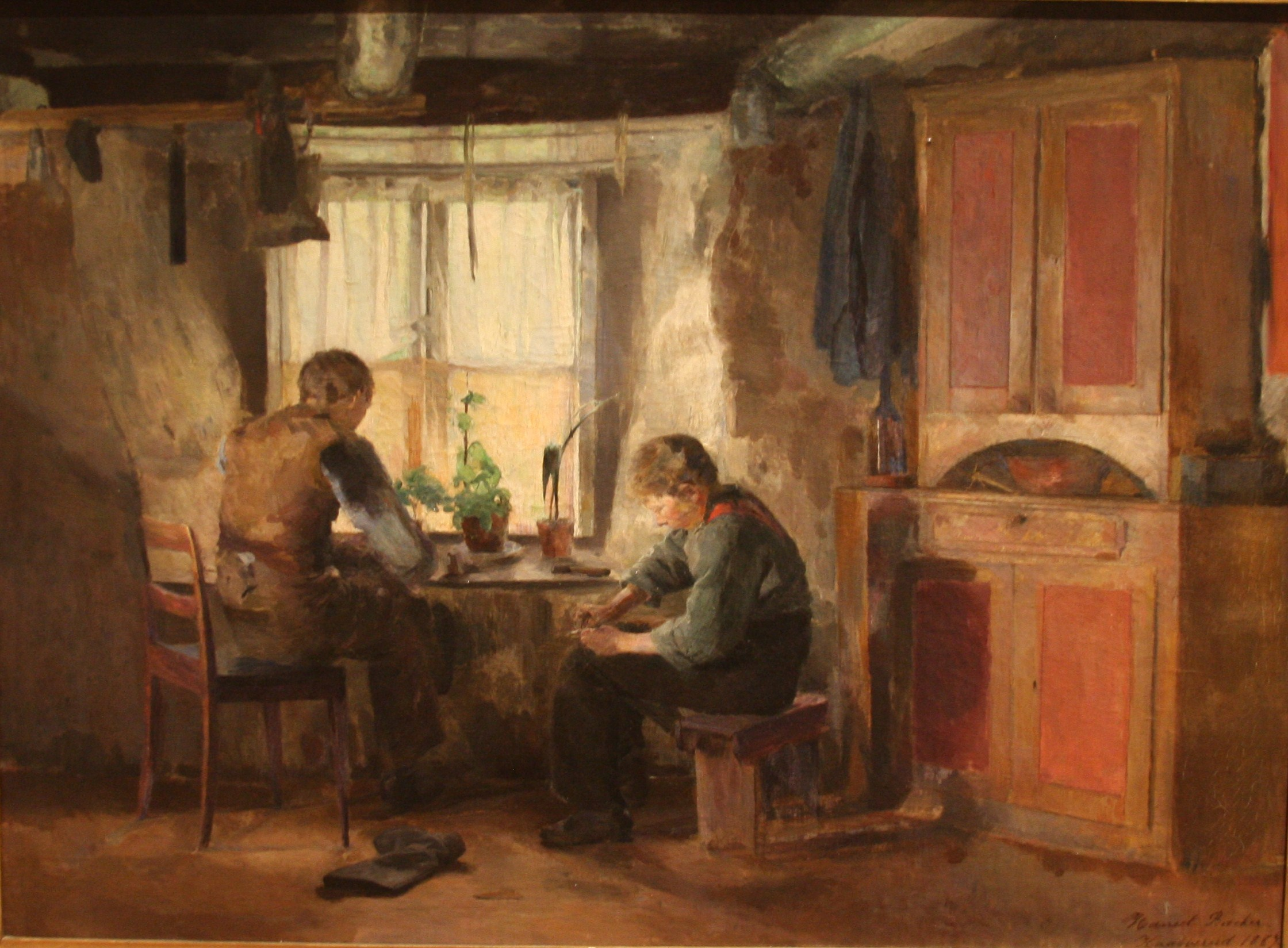
Сільські шевці (1887)
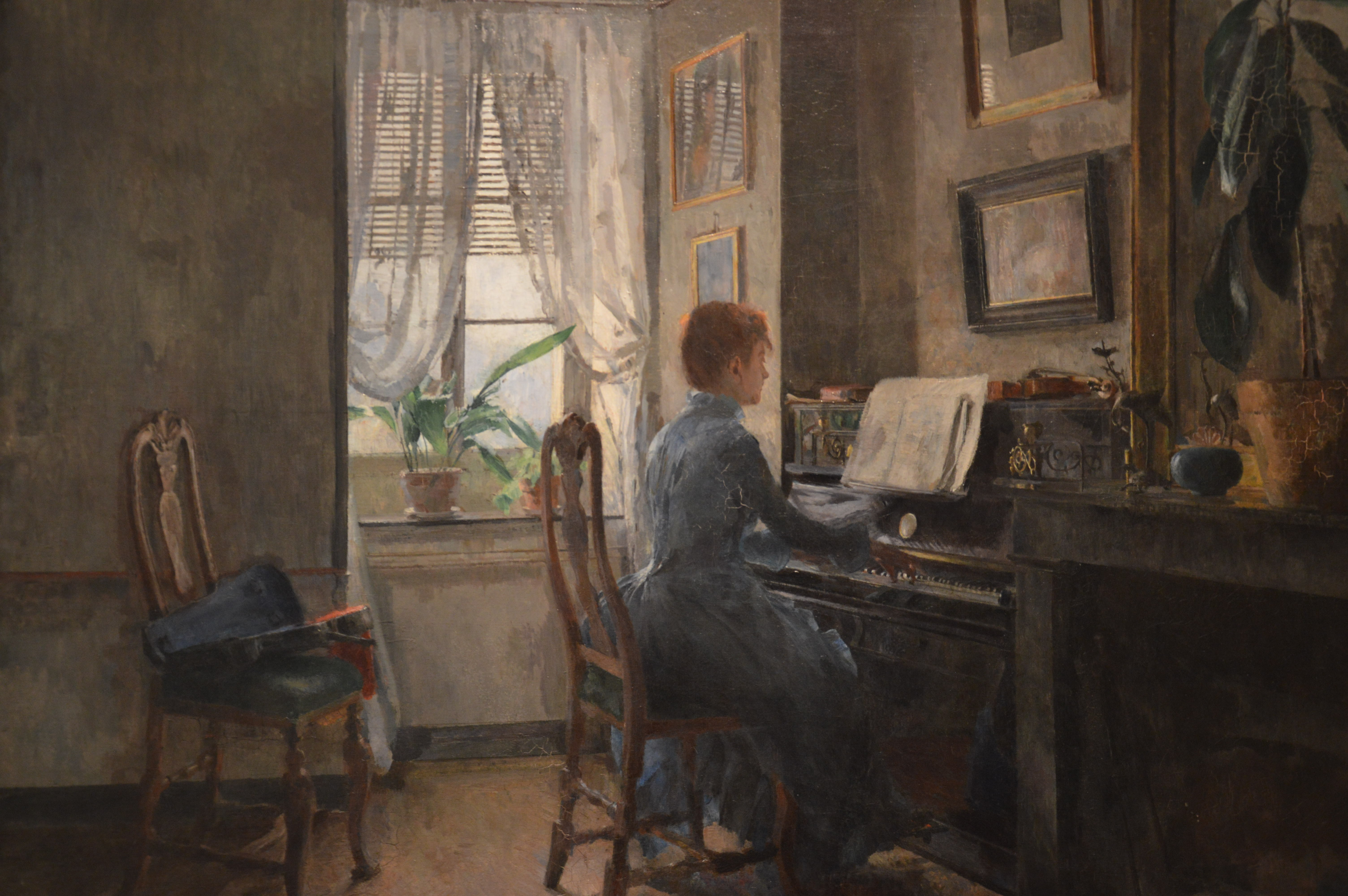
Вдома (1887)
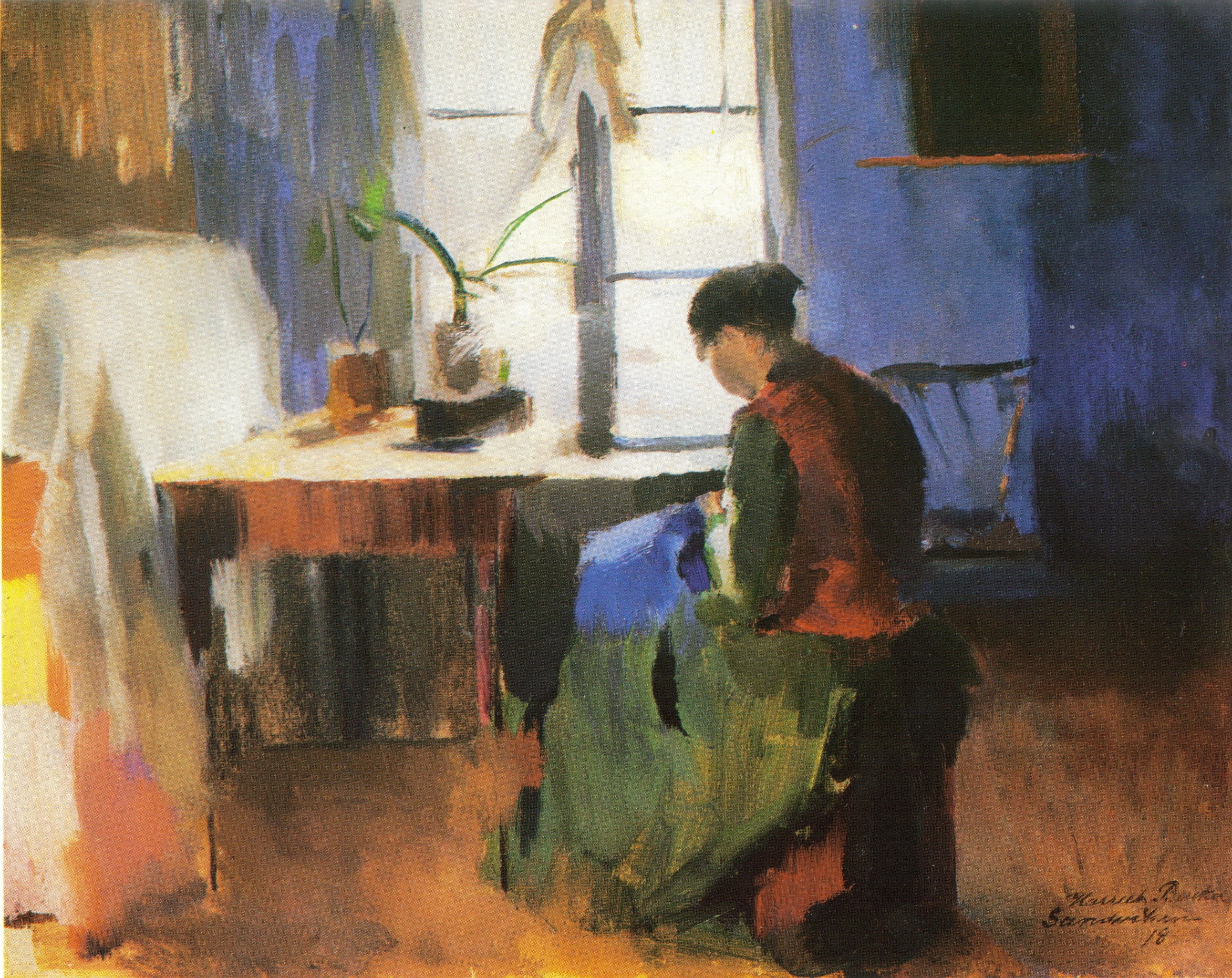
Дружина шиє (1890)
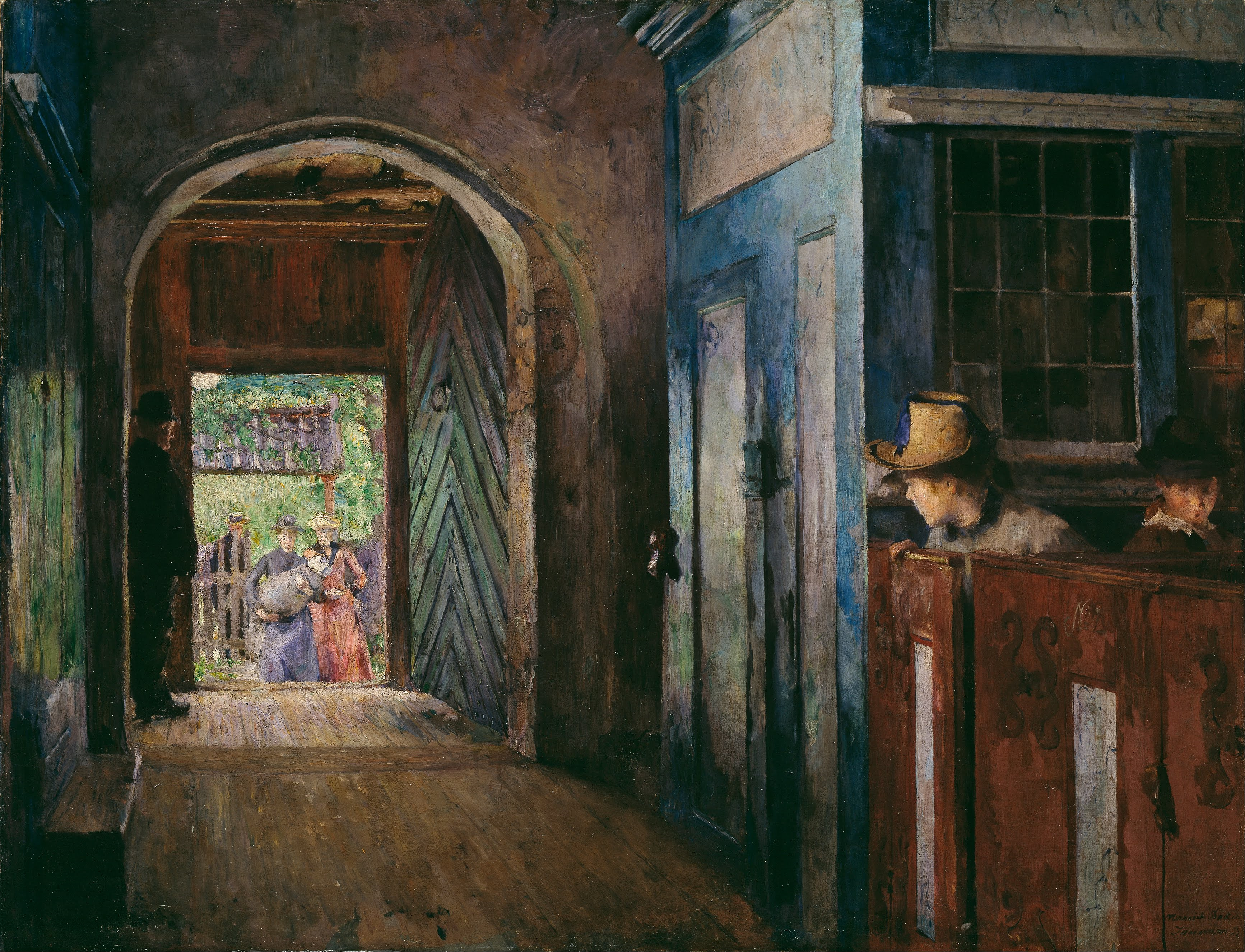
Хрещення немовлят у церкві Танум (1892)
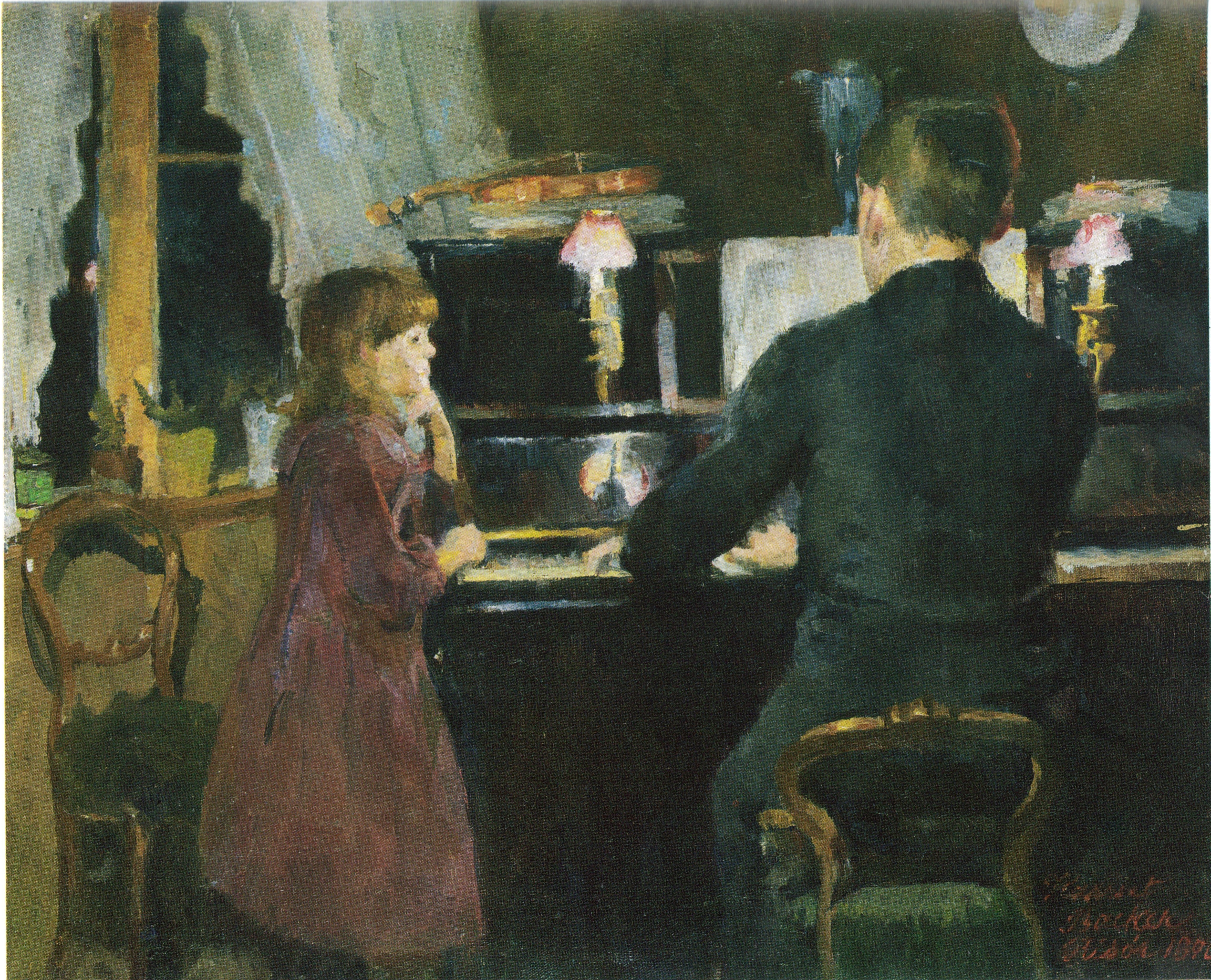
Старший брат грає (1890)
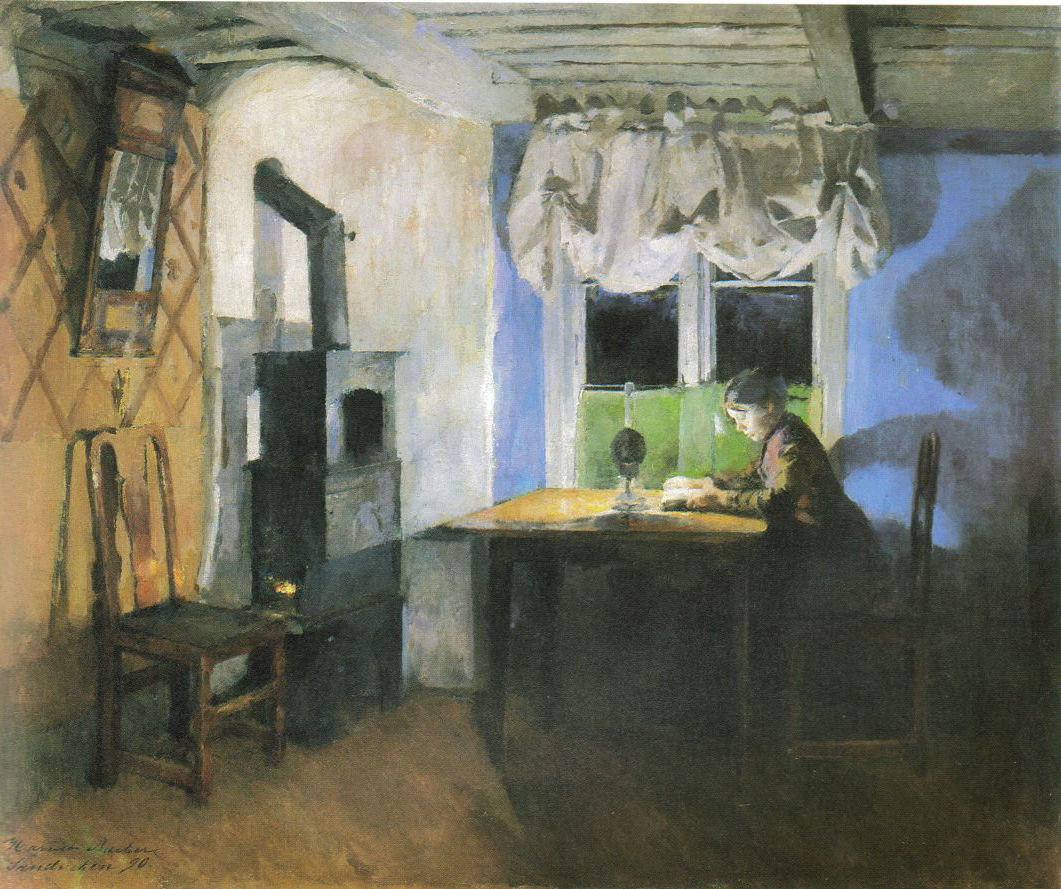
При світлі лампи (1890)
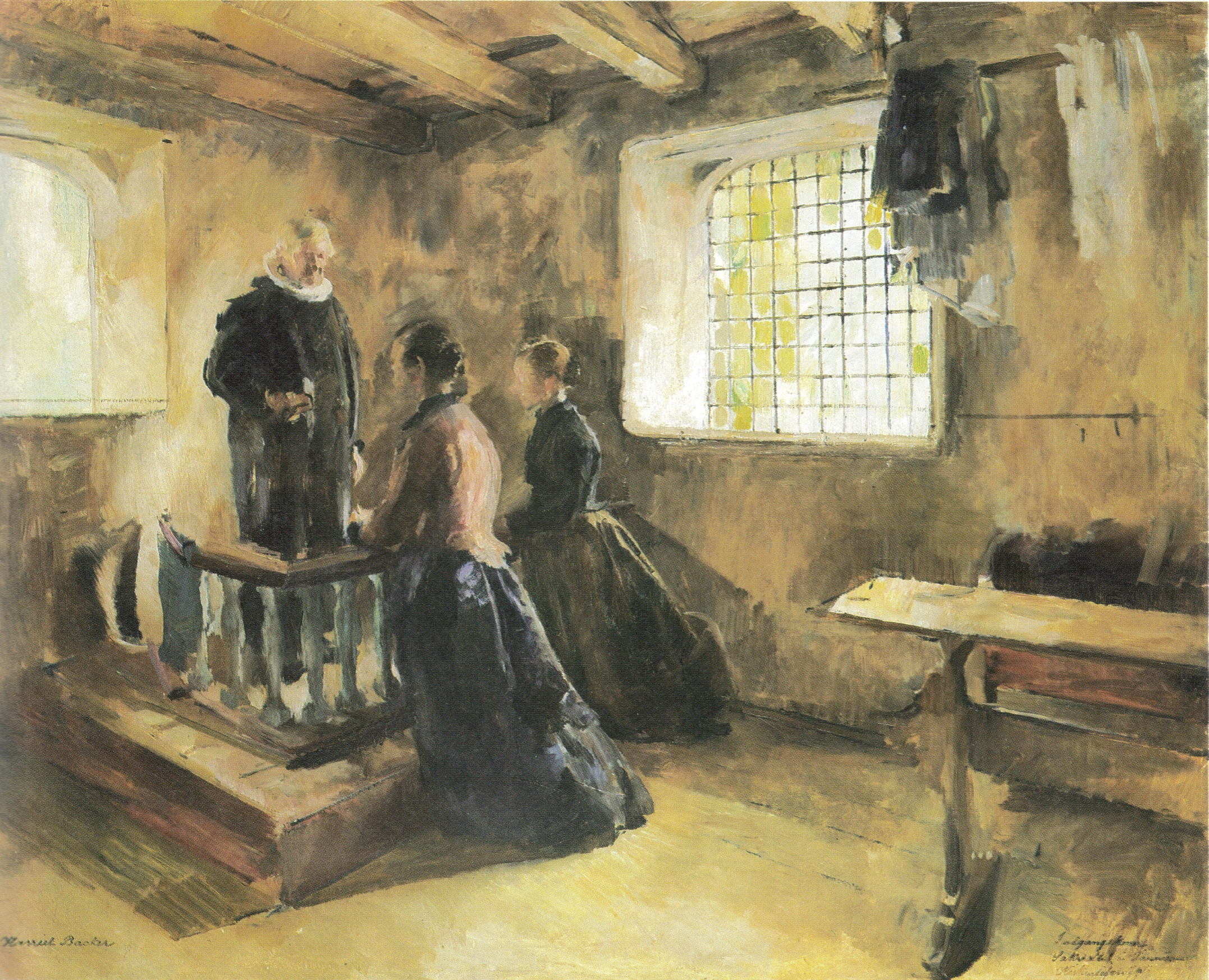
Вхід (1892)

## Інші джерела
- Браун, Ренді (1988) «Інтер'єри церкви Гаррієт Бекер» (1988) https://alliance-primo.hosted.exlibrisgroup.com/permalink/f/to8ro2/CP71154965950001451
- Ланге, Маріт Інгеборг (1995) Гаррієт Бакер (Осло: Гілдендальський нарський форлаг)ISBN 978-82-05-19301-7
- Ланге, Маріт Інгеборг (1983) Гаррієт Бакер, 1845-1932, Кітті Л. Кілланд, 1843-1914 (Stiftelsen Modums blaafarveværk)ISBN 978-82-990568-5-4
- Kielland, Else Christie (1958) Гаррієт Бакер, 1845-1932 (Осло: Ашеху)
- Дурбан, Арне (1951) Картини з Норвегії: Популярні картини Гаррієт Бакер, Фріца Тауло, Герхарда Мунте та Теодора Кіттельсена (Форнагет Норс Кунатрепродукшон)
- Одинокий, Ерлінг (1924) Гаррієт Бекер: "Med en Skildring Av Barndoms" (Kristiania: Aschehoug)